# Bricklin SV-1
Bricklin SV-1 - канадський напівспортивний автомобіль, що випускався з 1974 по 1976 роки на заводі Bricklin Canada Co. у місті Сент-Джон у провінції Нью-Брансвік. Автомобілі цієї марки були створені для американського ринку, але також завозилися до Канади. Кузови для них виготовлялися зі склопластику. У силову структуру кузова входив твердий каркас. Перші автомобілі цієї марки були укомплектовані двигуном фірми AMC 360 потужністю 229 к.с. та 4-ступінчастою АКПП Chrysler. На них, як і на наступних автомобілях, були встановлені двері типу крило чайки. Цей автомобіль був розрекламований як найбезпечніший транспортний засіб.

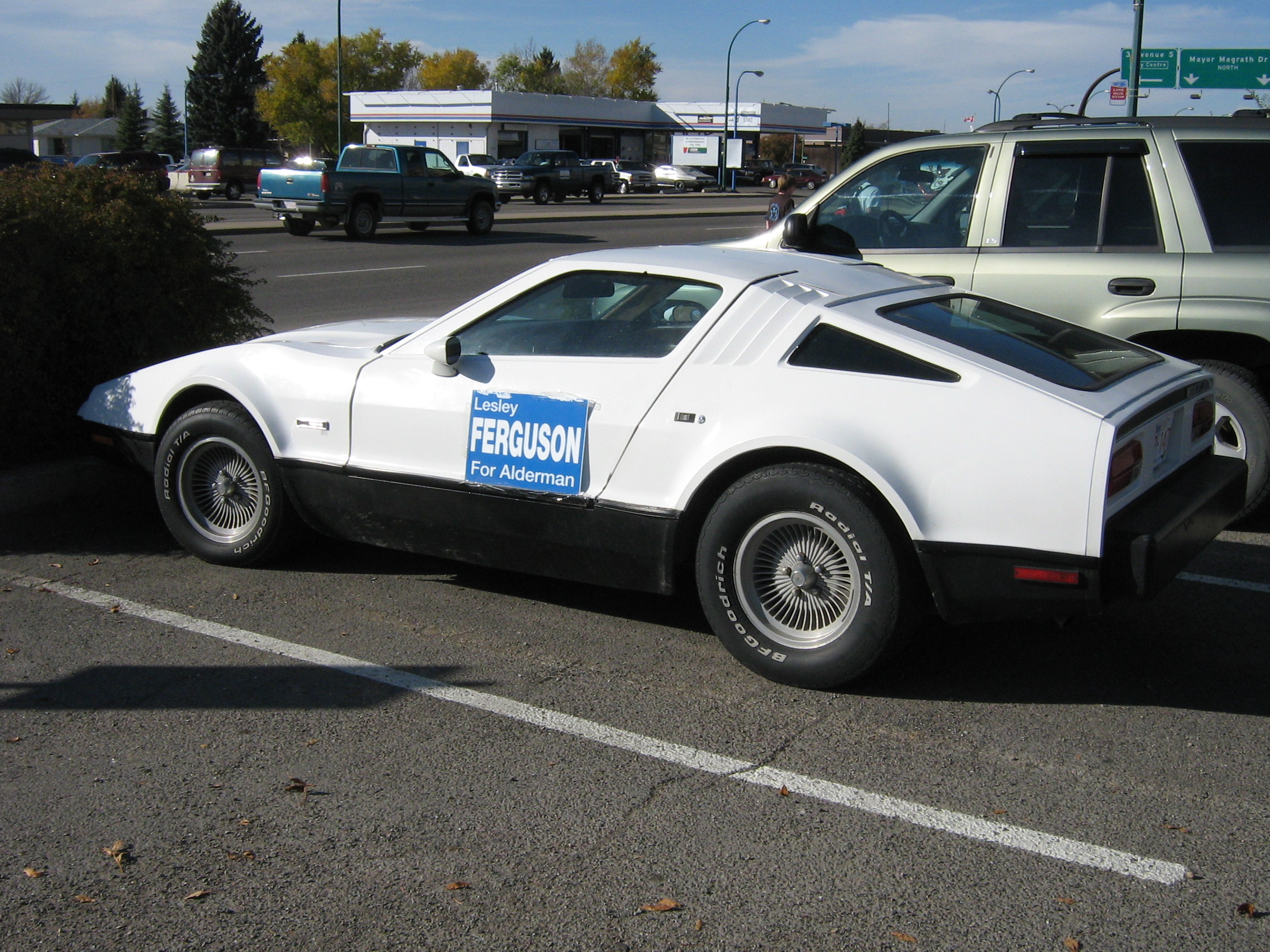

Перше покоління автомобілів Bricklin було випущено обмеженою кількістю – лише 140 штук. Попит на автомобілі Bricklin був дуже низьким через такі фактори:

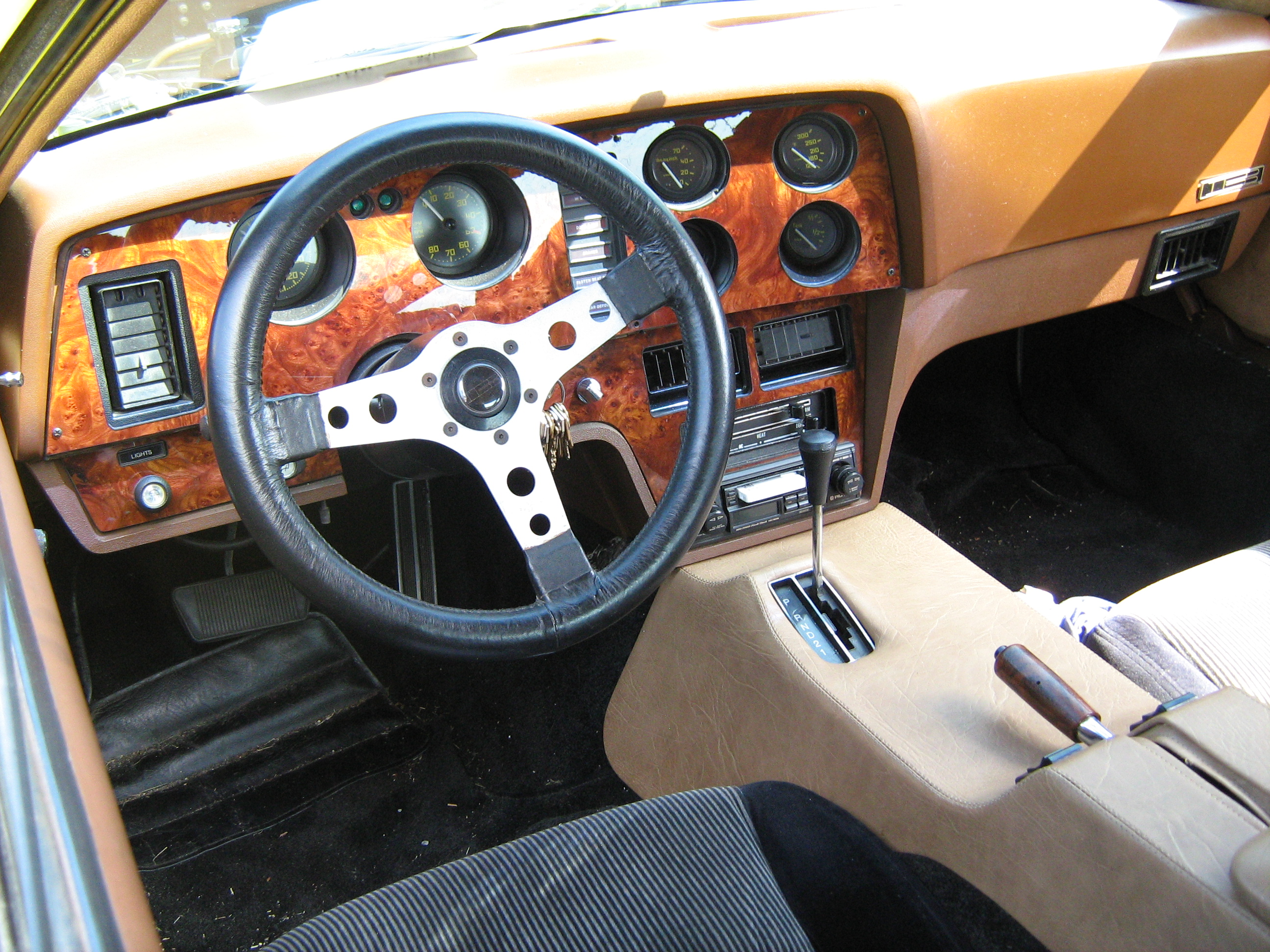

- повільно відчинялися двері (причиною цього було те, що на перших автомобілях цієї марки встановлювався гідроелектричний механізм відкриття дверей. У наступні роки його змінив пневматичний механізм, після чого двері стали відчинятися за 2 секунди, а не за 10, як раніше);
- з'явилися на поверхні кузова подряпини неможливо було видалити;
- тривала стоянка автомобіля на сонці викликала жолоблення поверхні кузова.

Вже з 1975 року на автомобілі цієї марки стали встановлювати двигуни Ford Windsor та 3-ступінчасті АКПП Ford. Ці двигуни мали меншу потужність (175 к.с.), після чого різко зросла кількість претензій до автомобіля і незабаром (1976 року) випуск припинився. 
Продажі не виправдали прогнозів, і було виготовлено лише 2854 автомобілі. Є ще близько 1100. У наші дні існує клуб власників Bricklin.

## Двигуни
- 5.9 L AMC V8 (1974)
- 5.8 L Ford Windsor V8 (1975–76)